# Królowie Judy i Izraela
Zestawienie obejmuje wykaz królów Judy i Izraela oraz lat ich panowania z zachowaniem tzw. chronologii średniej.

## Królowie zjednoczonego królestwa Izraela

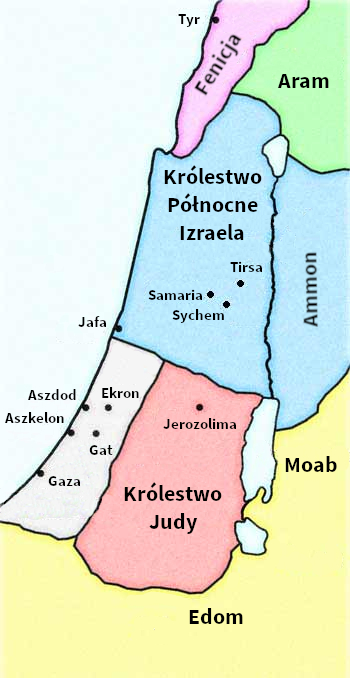
Podział królestwa Izraela

Po osiedleniu się w Kanaanie lud Izraela zachował ustrój plemienny. Najwyższą władzę mieli starsi rodu, arystokracja i walne zgromadzenie wojowników. W schyłkowym okresie wśród rozbitych plemiennie Hebrajczyków autorytetem cieszył się Samuel, rezydujący w Rama. Był kontynuatorem tradycji profetyczno-teokratycznej, wywodzącej się z czasów Mojżesza, zgodnie z którą królem narodu był Jahwe. Gdy pod koniec XI wieku p.n.e. pojawiła się potrzeba społeczno-polityczna, na króla został wybrany Saul. Zjednoczone pod berłem królów królestwo Izraela przetrwało ponad osiemdziesiąt lat, rządzili nim kolejno:
1. Saul (1012–1004)[3]
Iszbaal – syn Saula, koronowany na króla Izraela przez dowódcę wojsk Saula – Abnera (małe państwo obejmowało część Zajordania z pogórzem Galilei i Samarii), zamordowany wkrótce – po przejściu Abnera na stronę Dawida[4].
2. Dawid (1004–965)
3. Salomon (965–926)[3]

Po śmierci Salomona jego następca, Roboam, zaprzepaścił szansę utrzymania jedności kraju, bowiem nie poszedł na ustępstwa w kwestii ulg podatkowych. W wyniku tego północna część państwa zjednoczyła się pod wodzą Jeroboama przeciwko Roboamowi i oddzieliła się od królestwa Judy, tworząc królestwo Izraela ze stolicą najpierw w Sychem, następnie w Samarii.

## Królowie Judy i Izraela
Izrael pod względem politycznym wykazywał mniej stabilności od państwa Judy. Panujący władcy zmieniali się na tronie często – w wyniku królobójstwa. Niekiedy oba państwa walczyły ze sobą, ale zdarzały się też sojusze i mariaże polityczne. W odróżnieniu od Izraela system obejmowania tronu w królestwie Judy przetrwał od czasów Dawida. Władza przechodziła z ojca na syna i trwała w obrębie jednej dynastii (z wyjątkiem rządów Atalii). W związku z tym – politycznie rzecz ujmując – stabilność w królestwie była większa niż w Izraelu. Stąd też dość długie okresy sprawowania władzy przez poszczególnych przedstawicieli danej dynastii. Państwo Izraela przestało istnieć wskutek podbojów Salmanasara V. Ostatni jego król, Ozeasz, został stracony, a mieszkańców przesiedlono w głąb Asyrii i Medii. Resztki miejscowej ludności przemieszały się z przybyszami, tworząc lud samarytański, uważany przez Żydów za nieczysty. Z kolei królestwo Judy zostało podbite przez Babilończyków, rządzonych wówczas przez Nabuchodonozora II. Król judzki Jojakin wraz z poddanymi został deportowany, a tron objął jego stryj – Sedecjasz. W 586 roku p.n.e. za bunt przeciwko Babilonii i spiskowanie z Egiptem Nabuchodonozor II zburzył Jerozolimę i obalił Sedecjasza, ustanawiając w Judei namiestnika.

### Królowie Izraela (państwo północne)
1. Jeroboam I (926–907)
2. Nadab (907–906)
3. Basza (906–883)
4. Ela (883–882)
5. Zimri (882)
6. Omri (882–871)
7. Achab (871–852)
8. Ochozjasz (852–851)
9. Joram (851–845)
10. Jehu (845–818)
11. Joachaz (818–802)
12. Joasz (802–787)
13. Jeroboam II (787–747)
14. Zachariasz (747–746)
15. Szallum (747–746)
16. Menachem (746–737)[3]
17. Pekachiasz (736–735)
18. Pekach (734–733)
19. Ozeasz (732–724)[11]

### Królowie Judy (państwo południowe)
1. Roboam (926–910)
2. Abiasz (910–908)
3. Asa (908–872)
4. Jozafat (872–852)
5. Joram (852–845)
6. Ochozjasz (845–844)
7. Atalia (845–839)
8. Joasz (839–800)
9. Amazjasz (800–785)
10. Azariasz (785–747)
11. Jotam (758–743)[11] – regent podczas panowania chorego na trąd Azariasza, od 747 roku p.n.e. – król[12]
12. Achaz (742–725)
13. Ezechiasz (725–697)
14. Manasses (696–642)
15. Amon (641–640)
16. Jozjasz (639–609)
17. Joachaz (609)
18. Jojakim (608–598)
19. Jojakin (598)
20. Sedecjasz (598–587)[11]